# Mládzovo
Mládzovo – wieś (obec) na Słowacji położona w kraju bańskobystrzyckim, w powiecie Poltár. Pierwsze wzmianki o miejscowości pochodzą z roku 1436.
Według danych z dnia 31 grudnia 2012, wieś zamieszkiwało 108 osób, w tym 50 kobiet i 58 mężczyzn.
W 2001 roku pod względem narodowości i przynależności etnicznej 98,15% mieszkańców stanowili Słowacy, a 0,93% Romowie.
Ze względu na wyznawaną religię struktura mieszkańców kształtowała się w 2001 roku następująco:
- Katolicy rzymscy – 40,74%
- Ewangelicy – 34,26%
- Ateiści – 10,19%
- Nie podano – 12,04%